# ラウール・アルメイダ
ラウール・ティアゴ・ソアレス・アルメイダ（Raúl Tiago Soares Almeida 、1997年11月2日 - ）は、ポルトガル・ゴンドマール出身のプロサッカー選手。ポルトガルのパレデス所属。ポジションは、フォワード。

## 経歴
2016年8月7日、リーガプロのアヴェス戦でプロデビューを果たした。